# BLEEZE 〜G4・III〜
「BLEEZE 〜G4・III〜」（ブリーズ ジーフォー・スリー）は、2014年7月9日にloversoul music & associatesから発売のGLAYの通算50作目のシングル。

## 概要
20th Anniversary Year 3ヶ月連続リリース第3弾。デビュー20周年および50枚目シングルの記念で「GLAY 20th Anniversary 50th SINGLE」と釘打たれている。
メンバー4人それぞれが書き下ろした楽曲が収録されており、33rdシングル「G4」、43rdシングル「G4・II -THE RED MOON-」に続くG4シリーズの第3弾としてリリースされ、全楽曲とも、亀田誠治がプロデュースを担当している。当初は従来通り、「BLEEZE」とカップリング1曲の2曲入りを想定していたが、亀田が「GLAYの20周年記念シングルだし、メンバーそれぞれの曲を入れたらどうかな？」と提案していたことをきっかけに、G4シリーズ第3弾としてA面4曲入りでリリースすることになった。
また、TERUの作詞作曲が表題曲およびCDのA面として1曲目になったのは、今作が初となる。当初TERUは自分のシングル曲を作ることは乗り気ではなかったが、TAKUROから「今回50枚目のシングルで、かつデビュー20周年で、TERUの曲がシングルだったらドラマティックじゃん！」と説得されたことにより引き受けることになった。これまでTERUがシングル曲を担当していなかった理由としては、「一人で詞曲を書きそれがシングルになって歌うと、全部一人で背負うこととなり、それが得意でなかったから。」と述べている。
ジャケットおよび「BLEEZE」のミュージック・ビデオは、TERUの発案により、蜷川実花が担当。タッグを組むのは、2004年のカレンダー撮影以来10年ぶりで、3月上旬にレコーディングスタジオで直接打ち合わせを行ったところ、楽曲から導かれるイメージが同じだったことから、打ち合わせは約30分程度で終了し、方向性が固まったという。また、DVDは、その「BLEEZE」のミュージック・ビデオに加え、ファッションモデルのIVANによる東北六魂祭のドキュメントおよびライブ映像が収録される。
発売形態は3形態。CD＋DVD盤盤はパノラマ特製パッケージ仕様。
CD＋DVD盤、CD Only盤に加え、チャリティエディション「BLEEZE 〜Loppi・HMV×GLAY EXPO2014 TOHOKU応援チャリティエディション〜」（LAWSON、 ミニストップ、HMV限定でリリース）。

## 収録曲

### CD
1. BLEEZE
  - 作詞・作曲：TERU / 編曲：GLAY & SEIJI KAMEDA

「GLAY EXPO 2014 TOHOKU 20th Anniversary」テーマソング[5]、コンタクト専門店アイシティ「夏をアイしてキャンペーン！」CMソング[5]。
オフィシャルでは、「GLAY EXPOのテーマソングに相応しい「夏」というキーワードにぴったりな爽快なロックナンバーで、ライブの新定番ソングになるであろう新たな歴史のスタート感じさせる楽曲。」と紹介されている[5]。
TERUは本曲に関して、「夏っぽい言葉をとにかく集めて、フェスで楽しくみんなが一緒に唄って手を振ってるのが想像出来る曲にしたかった」と述べており、ジャケットもミュージックビデオも含めて、とことんキラキラした作風に仕上げたと語っている[10]。
2. 外灘SAPPHIRE
  - 作詞・作曲：TAKURO / 編曲：GLAY & SEIJI KAMEDA

タイトルは、ワイタン・サファイアと読み、オフィシャルでは、「オリエンタルな雰囲気が漂う、妖艶なミドルロックチューン。」と紹介[5]。ドラムに、村石雅行が参加している[5]。
1920年代あたりの上海をイメージした楽曲で、TAKUROは本曲に関して、表題曲をTERUに任せて、今回はギターリフを重視して、GLAYのポップスの"ひな形"から飛び出すことを意識して作ったと述べており、その結果そこから飛び出すことが出来たのではないかと語っている[11]。
3. 黒く塗れ！
  - 作詞・作曲：HISASHI / 編曲：GLAY & SEIJI KAMEDA

オフィシャルでは、「HISASHI節炸裂の、ソリッドなギターが印象的な疾走ナンバー。」と紹介[5]。ドラムに、凛として時雨のピエール中野が参加している[5]。
HISASHIは本曲のテーマについて、「人間関係、経済的関係、その他もろもろ、普段生活している上で、そういうことはまあ大なり小なり生まれてくるんですが、そういったことを一度真っ黒に塗りつぶしたいなと。今までのことは全部なかったことにする。明日からはまた新しい世界が始まる…ぐらいに思ってもいいんじゃないかと。」と語っている[12]。
また歌詞には、タイトルの"黒く塗れ！"や"Paint It Black"、"Let's spend the night together"など、ザ・ローリング・ストーンズが使用したフレーズや中原中也が編み出したワード"汚れちまった悲しみ"などが盛り込まれている[12]。
4. YOU
  - 作詞・作曲：JIRO / 編曲：GLAY & SEIJI KAMEDA

BSテレビ局・Dlife「よみがえり〜レザレクション〜」エンディングテーマ[13]。
オフィシャルでは、「温かな歌詞とアコースティックなサウンドが印象的なバラード。」と紹介[5]。ドラムに、凛として時雨のピエール中野が参加している[5]。
JIROは本曲に関して、「色々な事件や事故が起きている世の中で、一日一日を大事に生きよう、一日一日時間を大切にしていこうという想いがこめられています。」とコメント[13]。
JIROが作詞を担当したのは、TAKUROとの共作だった「BUGS IN MY HEAD」以来約10年ぶりとなる(単独としては、「mister popcorn」以来約12年半ぶり)。当初は従来通り、TAKUROに作詞をお願いする予定だったが、自ら書いた仮歌詞の世界観が亀田に気に入られ[6]、「今回は書いてみた方がいい」とアドバイスされたため、久々に作詞を手がけたと語っている[14]。

### DVD
- 「BLEEZE」MUSIC VIDEO
- 「BLEEZE」MUSIC VIDEO MAKING
- IVANによる東北六魂祭 in 山形 DOCUMENT & LIVE
- 六魂fes!×GLAY

1. BEAUTIFUL DREAMER
2. SOUL LOVE
3. everKrack

## BLEEZE 〜Loppi・HMV × GLAY EXPO2014 TOHOKU 応援チャリティエディション〜
LAWSON、ミニストップ、HMV限定でリリースされ、発売形態はDVD+CDおよび、価格は1000円という廉価格でリリース。売り上げの一部は、チャリティとして東北に寄付される。
DVDには、「ALL ABOUT GLAY EXPO」と題し、過去3タイトル(2001年は3会場4公演)開催されたGLAY EXPOから貴重な映像を各1曲ずつ、この限定盤のための「BLEEZE」のMUSIC VIDEO（Loppi・HMV ver.）および、2014年5月25日に、山形市霞城公園内市営野球場で開催された『六魂Fes! × GLAY Special Live powered by Benefit one』にて初披露された「BLEEZE」のライブ映像などが収録。CDには「BLEEZE」と「BLEEZE」のカラオケVER.が収録される。

### DVD ALL ABOUT GLAY EXPO
1. 誘惑 － from GLAY EXPO '99 SURVIVAL
2. グロリアス － from GLAY EXPO 2001 "GLOBAL COMMUNICATION" in TOKYO STADIUM
3. 口唇 － from GLAY EXPO 2001 "GLOBAL COMMUNICATION" in HOKKAIDO
4. HOWEVER － from GLAY EXPO 2001 "GLOBAL COMMUNICATION" in KITAKYUSHU
5. 春を愛する人 － from GLAY EXPO 2004 "THE FRUSTRATED"
6. BLEEZE MUSIC VIDEO（Loppi・HMV VER.）
7. BLEEZE LIVE VER. FROM 六魂祭

### CD
1. BLEEZE
2. BLEEZE KARAOKE VER.
作曲：TERU / 編曲：GLAY & SEIJI KAMEDA

## 収録アルバム
BLEEZE
- MUSIC LIFE(アルバムバージョン)
- DRIVE 2010〜2026 -GLAY complete BEST

黒く塗れ！
- REVIEW II -BEST OF GLAY- (スタジオライブバージョン)

YOU
- REVIEW II -BEST OF GLAY-

## 参加ミュージシャン
- TOSHI NAGAI（両M1、チャリティ盤M2・ドラムス）
- MASAYUKI MURAISHI（G4･Ⅲ盤M2・ドラムス）
- PIERRE NAKANO (G4･Ⅲ盤M3, M4・ドラムス)
- JUN☆MURAYAMA（両M1、チャリティ盤M2・ピアノ）
- CHIEKO KINBARA STRINGS（両M1、チャリティ盤M2・ストリングス）
- YASUTAKA TOYODA (makotoya) （マニピュレーター）